# Saint-Clément-de-Rivière
Saint-Clément-de-Rivière este o comună în departamentul Hérault din sudul Franței. În 2009 avea o populație de 5.050 de locuitori.

## Evoluția populației
| An        | 1975 | 1982  | 1990  | 1999  | 2006  | 2009  |
| --------- | ---- | ----- | ----- | ----- | ----- | ----- |
| Populație | 948  | 2.100 | 4.242 | 4.581 | 4.983 | 5.050 |